# قصر أوميد بهاوان

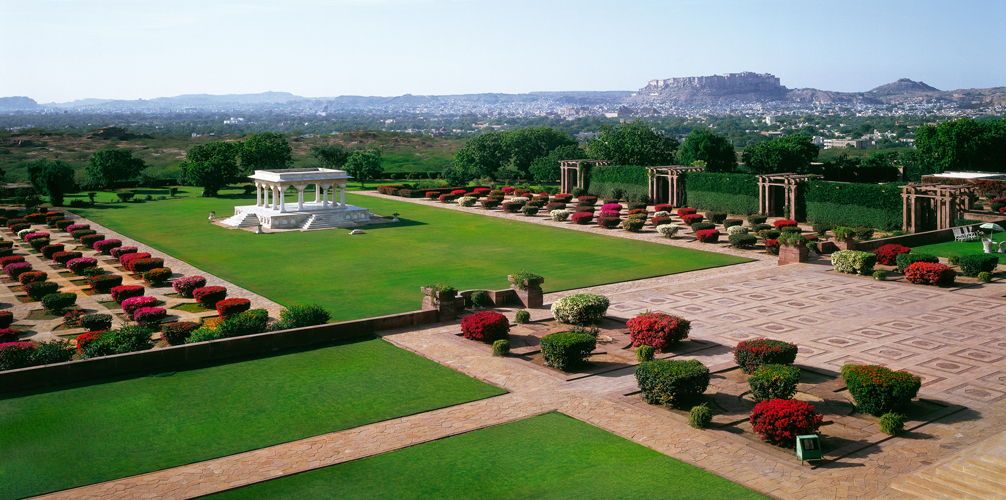
حدائق قصر أوميد بهاوان في جودبور

قصر أوميد بهاوان (بالإنجليزية: Umaid Bhawan Palace), يقع في جودبور في ولاية راجستان, الهند. هو أحد أكبر المساكن الخاصة في العالم، يوجد فيه (347) غرفة من ضمنها ثمانية غرف طعام ضخمة. يحمل اسم المهراجا أوميد سينغ جد (من جهة الاب) مالكيين القصر الحاليين. بدء في بناءه في 18 نوفمبر 1929, بواسطة المهراجا أوميد سينغ واكتملت أعمال البناء في عام 1943.
يقام في رقعة من الأرض تبلغ مساحتها (26) فدانا. ويقع هذا القصر في مرتفعات شيتارا في أعلى نقطة في منطقة جودبور في ولاية راجستان الهندية. والقصر معروف أيضا باسم قصر شيتار. إن هذا القصر بني في القرن العشرين واليوم يعتبر واحدا من أفخم الفنادق في راجستان والعالم. ويدير جزء منه فنادق تاج (بالإنجليزية: Taj Hotels).

## البناء

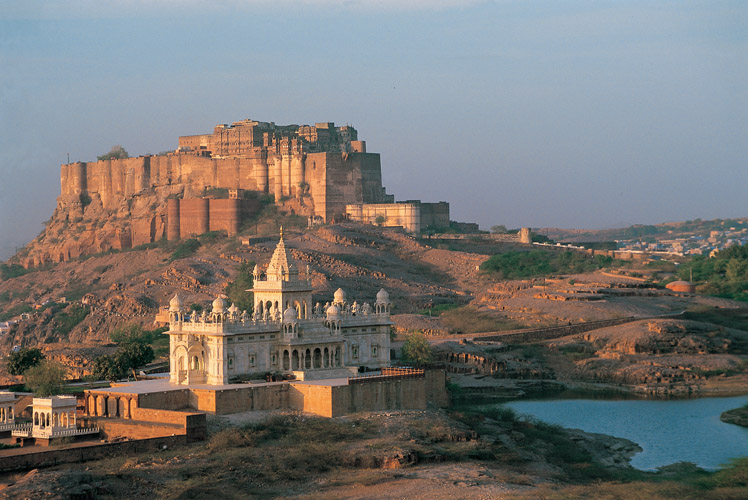

بني على تلة شيتار في منطقة جنوب شرق جودبور، وبناه أكثر من 5000 عامل من العمال الرجال طوال خمسة عشر عاما، لم يستخدم الاسمنت لربط الحجارة معا بل استخدمت طريقة نحت الحجارة وتشبيكها على طريقة كل قطعة تشبك بالقطعة الأخرى بدون استخدام أي مواد مثل الأسمنت، واستخدمت خطا للسكك الحديد التي شيدت خصيصا لنقل هذه الكتل الكبيرة من الحجارة.
مساحة القصر تقدر بحوالي 26 فدان (10.5 هكتار)، منها المنطقة التي بني عليها القصر والتي تقدر بحوالي 3,5 فدان (1,4 هكتار), في حين تحتل المروج والحدائق التي حول القصر مساحة 15 فدانا (6.1 هكتار). والقصر مزيج من التاثيرات الشرقية والغربية، وله قبة بارزة في وسطه. القصر تحفة فنية من العمارة في راجبوت، ويوجد فيه شرفات واسعة، باحات كبيرة، مدرجات ضخمة، وحدائق

## الوضع الحالي
المالك الحالي للقصر هي عائلة غاي سينغ (بالإنجليزية: Gaj Singh),وينقسم قصر إلى ثلاثة أجزاء: الجزء الأول مقر اقامة العائلة المالكة غاي سينغ. والجزء الثاني متحف مهتم على وجه الخصوص بتاريخ العائلة المالكة في جودبور وامور أخرى، ويفتح المتحف أبوابه اما الزائرين من 09:00 صباحا حتي 5:00 مساء. اما الجزء الثالث هو فندق تاج بالاس التراثي (بالإنجليزية: Taj Palace Hotel) الموجود منذ العام 1972.

## فندق التراث
فندق التراث (بالإنجليزية: The heritage Hotel), هذا الفندق ليس فندق مستقل بل هو أحد الفنادق التابعة لسلة فنادق تاج. هذا الفندق يوفر لك تجربة فريدة ويشعرك بالعهد الملكي أثناء إقامتك فيه. ميزة أخرى هي أن بعض الخدم القديم للاسرة المالكة يقومون بخدمة الضيوف وتوفير احتياجاتهم مما يعطيك شعور حقيقي بالجو الملكي والماضي العريق. ويضم الفندق غرف واجنحة فاخرة، ومن الاجنحة الرئيسية هي جناح مهراني، جناح المهراجا، جناح ملكي، وجناح فيكيراجال التي لديها سحر الملكي. فندق التراث هذا يوفر لك نفس معاملة الطبقة المالكة مثل الفنادق التراثية الأخرى. أوميد بهاوان بالاس اليوم يقف ويخدم الضيوف بنفس مستوى خدمته العائلة المالكة نفسها.

## وصلات خارجية
http://www.asiarooms.com/en/travel-guide/india/historical-monuments-in-india/umaid-bhawan-palace.html نسخة محفوظة 22 يناير 2011 على موقع واي باك مشين.